# 沖縄ゼネラルグループ
沖縄ゼネラルグループ（おきなわぜねらるぐるーぷ、Okinawa General Group）は、沖縄県那覇市に本社を置く企業グループである。
2004年に有限会社沖縄ゼネラルとして設立され、コインパーキング事業を中心にホテル運営、通信サービス、飲食業、食品製造など多角的な事業を展開している。沖縄県内に複数のグループ会社を持ち、各社が独自に事業運営を行っている。

## 歴史
- 2004年 - 有限会社沖縄ゼネラル設立[2]。
- 2010年代 - ホテル、通信、飲食事業への進出[1]。
- 2020年代 - 無人販売や食品製造分野を拡大[2]。

## 主な事業
- コインパーキング事業
- 不動産管理・賃貸
- ホテル運営
- 飲食業（ピザデリバリー、無人販売）
- 通信サービス（携帯電話販売代理店）
- 食品製造（豆腐等）

## グループ会社
- 有限会社沖縄ゼネラル
- 株式会社ゼネラルインターナショナル
- 有限会社ゼネラル産業
- 有限会社ゼネラル商事
- 有限会社ライフスペース沖縄
- 株式会社エシア
- Y&Gコーポレイション株式会社
- 株式会社ダイナスティハウジング